# (100898) 1998 JG4
(100898) 1998 JG4 es un asteroide perteneciente al cinturón de asteroides, región del sistema solar que se encuentra entre las órbitas de Marte y Júpiter, más concretamente a la familia de Herta, descubierto el 15 de mayo de 1998 por Frank B. Zoltowski desde el Campo de Woomera, Australia Meridional, Australia.

## Designación y nombre
Designado provisionalmente como 1998 JG4. 

## Características orbitales
1998 JG4 está situado a una distancia media del Sol de 2,395 ua, pudiendo alejarse hasta 2,764 ua y acercarse hasta 2,027 ua. Su excentricidad es 0,153 y la inclinación orbital 2,449 grados. Emplea 1354,64 días en completar una órbita alrededor del Sol.

## Características físicas
La magnitud absoluta de 1998 JG4 es 16,3. 